# Bartholomeus van Slobbe

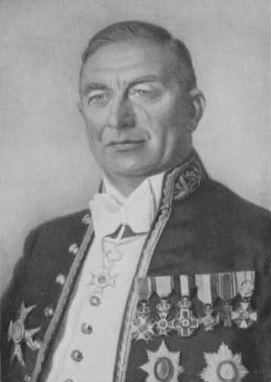
Bartholomeus van Slobbe

Bartholomeus Wouter Theodorus van Slobbe (Schiedam, 31 oktober 1882 - Breda, 28 november 1956) was een Nederlands koloniaal gouverneur en burgemeester.

## Levensloop
Van Slobbe werd geboren in een katholiek gezin. Zijn vader bestuurde waarschijnlijk een jeneverstokerij. Bartholomeus begon studies in een kweekschool voor onderwijzers en op zeventienjarige leeftijd werd hij vrijwillig soldaat in het Nederlands leger.
Hij volgde de opleiding tot onderofficier in Breda en werd sergeant, voor hij in 1904 in Kampen werd toegelaten tot de Hoofdcursus voor officier. Twee jaar later werd hij tweede luitenant bij het Zesde Regiment van de Infanterie Brigade, gelegerd in Breda. In 1910 volgde zijn promotie tot eerste luitenant bij het Zesde Regiment. In oktober 1913 werd hij als officier speciale diensten aangesteld bij de generale staf in de afdeling, wegens de oorlogsdreiging in Breda gelegerd. In 1918 werd hij overgeplaatst naar de generale staf in Den Haag en gedetacheerd bij de Hogere Krijgsschool. In 1919 werd hij kapitein en in 1924 werd hij tevens leraar aan de Hogere Krijgsschool in Den Haag.
In 1930 werd hij benoemd tot gouverneur van de kolonie Curaçao en Onderhorigheden. Hij bestuurde voortreffelijk en was graag gouverneur gebleven, maar vroeg na een eerste termijn toch zijn terugkeer naar Nederland, vanwege de studies van zijn kinderen.
In augustus 1936 werd hij burgemeester van de stad Breda, als lid van de Rooms-Katholieke Staatspartij (RKSP). Hij hield stand tijdens de oorlog, maar werd op 11 maart 1944 op bevel van de bezetter ontslagen, nadat hij medewerking had geweigerd aan de opmaak van lijsten voor de verplichte tewerkstelling in Duitsland. Tijdens de laatste oorlogsmaanden leefde hij ondergedoken. Hij werd vervangen door de NSB'er en SS'er Gerrit Coenraad Blom. De dag van de bevrijding van Breda, 26 oktober 1944, hernam hij de burgemeestersfunctie, in triomf door zijn stadgenoten naar het stadhuis gedragen. 
Hij stond er toen wel onder de voogdij van baron, ingenieur waterbouwkundige en luitenant-kolonel Dirk van Boetzelaer, militair commissaris voor het district Breda en emanatie zowel van het verzet als van de in Engeland gevormde Nederlandse strijdkrachten. Hij was van mening dat iedereen die tijdens de bezetting te lang was aangebleven, met de bezetter moest hebben geheuld en diende te worden afgezet. Hij had derhalve ook over Van Slobbe een negatief oordeel en zorgde ervoor dat hij op non-actief werd gesteld en onderworpen werd aan een zuiveringsonderzoek over zijn activiteiten tijdens de bezettingstijd. Dit duurde van begin december 1944 tot begin oktober 1945. 
Op 2 december 1944 werd Van Slobbe mondeling ingelicht over het genomen stakingsbesluit, dat op 10 december effectief werd. Hij moest zich vervolgens verdedigen voor een zuiveringscommissie en deed dit met goed gevolg. Op 16 oktober 1945 ondertekende de commissaris van de koningin het opheffingsbesluit dat al enkele dagen voordien bekend was. Ondertussen had Van Slobbe de plaats moeten laten aan wethouder E.L.H.M. van Mierlo als loco-burgemeester, tot het onderzoek gunstig voor hem uitviel en hij het burgemeestersambt weer kon opnemen. Op 17 oktober 1945 zat hij opnieuw voor het eerst de vergadering van het college van burgemeester en wethouders voor.
Van Slobbe was in 1912 getrouwd met Joanna Antonia Maria van Schendel. Ze hadden zeven kinderen, onder wie als oudste Maria Elisabeth van Slobbe (1913-2004) en als jongste en tweede zoon Wim van Slobbe (1925-2023).